# کریستینه پطروسیان
کریستینه پطروسیان (ارمنی: Քրիստինե Պետրոսյան‎) وزنه‌بردار زن اهل ارمنستان است. در مسابقات قهرمانی وزنه‌برداری نوجوانان اروپا در سال‌های ۲۰۰۶ در لاندسکرونا و ۲۰۰۹ در ایلات برنده ۱ مدال نقره و ۱ مدال برنز شد.

## نتایج مهم
| سال                                       | مکان                            | وزن                             | یک ضرب (ک‌گ)                     | یک ضرب (ک‌گ)                     | یک ضرب (ک‌گ)                     | یک ضرب (ک‌گ)                     | یک ضرب (ک‌گ)                     | دوضرب (ک‌گ)                      | دوضرب (ک‌گ)                      | دوضرب (ک‌گ)                      | دوضرب (ک‌گ)                      | دوضرب (ک‌گ)                      | مجموع                           | رتبه                            |
| سال                                       | مکان                            | وزن                             | ۱                               | ۲                               | ۳                               | نتیجه                           | رتبه                            | ۱                               | ۲                               | ۳                               | نتیجه                           | رتبه                            | مجموع                           | رتبه                            |
| مسابقات قهرمانی وزنه‌برداری جهان           | مسابقات قهرمانی وزنه‌برداری جهان | مسابقات قهرمانی وزنه‌برداری جهان | مسابقات قهرمانی وزنه‌برداری جهان | مسابقات قهرمانی وزنه‌برداری جهان | مسابقات قهرمانی وزنه‌برداری جهان | مسابقات قهرمانی وزنه‌برداری جهان | مسابقات قهرمانی وزنه‌برداری جهان | مسابقات قهرمانی وزنه‌برداری جهان | مسابقات قهرمانی وزنه‌برداری جهان | مسابقات قهرمانی وزنه‌برداری جهان | مسابقات قهرمانی وزنه‌برداری جهان | مسابقات قهرمانی وزنه‌برداری جهان | مسابقات قهرمانی وزنه‌برداری جهان | مسابقات قهرمانی وزنه‌برداری جهان |
| ----------------------------------------- | ------------------------------- | ------------------------------- | ------------------------------- | ------------------------------- | ------------------------------- | ------------------------------- | ------------------------------- | ------------------------------- | ------------------------------- | ------------------------------- | ------------------------------- | ------------------------------- | ------------------------------- | ------------------------------- |
| ۲۰۱۴                                      | آلماتی، قزاقستان                | ۶۳ ک‌گ                           | ۸۲                              | ۸۵                              | ۸۷                              | ۸۷                              | ۲۵                              | ۹۸                              | ۱۰۲                             | ۱۰۴                             | ۱۰۲                             | ۳۴                              | ۱۸۹                             | ۳۲                              |
| ۲۰۱۰                                      | آنتالیا، ترکیه                  | ک‌گ                              | ۹۳                              | ۹۶                              | ۱۰۰                             | ۱۰۰                             | ۹                               | ۱۱۴                             | ۱۲۰                             | ۱۲۰                             | ۱۱۴                             | ۱۳ (۱۲)                         | ۲۱۴                             | ۱۱ (۱۰)                         |
| مسابقات قهرمانی وزنه‌برداری اروپا          |                                 |                                 |                                 |                                 |                                 |                                 |                                 |                                 |                                 |                                 |                                 |                                 |                                 |                                 |
| ۲۰۱۶                                      | فورده، نروژ                     | ۶۳ ک‌گ                           | ۹۰                              | ۹۳                              | ۹۵                              | ۹۳                              | ۵                               | ۱۰۸                             | ۱۱۱                             | ۱۱۴                             | ۱۱۴                             | ۶                               | ۲۰۷                             | ۵                               |
| مسابقات قهرمانی وزنه‌برداری نوجوانان جهان  |                                 |                                 |                                 |                                 |                                 |                                 |                                 |                                 |                                 |                                 |                                 |                                 |                                 |                                 |
| ۲۰۱۱                                      | پنانگ، مالزی                    | ۶۳ ک‌گ                           | ۹۰                              | ۹۵                              | ۹۵                              | ۹۰                              | ۹                               | ۱۱۱                             | ۱۱۱                             | انصراف                          | ۱۱۱                             | ۱۰                              | ۲۰۱                             | ۹                               |
| -                                         |                                 |                                 |                                 |                                 |                                 |                                 |                                 |                                 |                                 |                                 |                                 |                                 |                                 |                                 |
| ۲۰۱۰                                      | لیماسول، قبرس                   | ۶۳ ک‌گ                           | ۹۰                              | ۹۰                              | ۹۵                              | ۹۰                              | ۶                               | ۱۱۰                             | ۱۱۶                             | ۱۱۶                             | ۱۱۰                             | ۵                               | ۲۰۰                             | ۵                               |
| مسابقات قهرمانی وزنه‌برداری نوجوانان اروپا |                                 |                                 |                                 |                                 |                                 |                                 |                                 |                                 |                                 |                                 |                                 |                                 |                                 |                                 |
| ۲۰۰۹                                      | ایلات، اسرائیل                  | ۶۳ ک‌گ                           | ۸۵                              | ۹۰                              | ۹۲                              | ۹۰                              | ۲                               | ۱۰۵                             | ۱۱۰                             | ۱۱۶                             | ۱۱۰                             | ۳                               | ۲۰۰                             | 3                               |
| ۲۰۰۷                                      | پاویا، ایتالیا                  | ۵۳ ک‌گ                           | ۶۵                              | ۷۰                              | ۷۰                              | ۷۰                              | ۵                               | ۸۵                              | ۸۸                              | ۸۸                              | ۸۵                              | ۶                               | ۱۵۵                             | ۶                               |
| ۲۰۰۶                                      | لاندسکرونا، سوئد                | ۴۴ ک‌گ                           | ۵۰                              | ۵۳                              | ۵۵                              | ۵۳                              | ۱                               | ۶۳                              | ۶۵                              | ۶۸                              | ۶۵                              | ۳                               | ۱۱۸                             | 2                               |